# Lolita (film 1962)
Lolita – film z 1962 roku w reżyserii Stanleya Kubricka powstały na podstawie powieści Vladimira Nabokova Lolita. Wcielającą się w postać Lolity Sue Lyon wyróżniono Złotym Globem dla najbardziej obiecującej nowej aktorki.

## Obsada
- James Mason – Prof. Humbert Humbert
- Shelley Winters – Charlotte Haze-Humbert
- Sue Lyon – Dolores „Lolita” Haze
- Peter Sellers – Clare Quilty
- Gary Cockrell – „Dick” Schiller
- Jerry Stovin – John Farlow (prawnik z Ramsdale)
- Diana Decker – Jean Farlow
- Lois Maxwell – pielęgniarka Mary Lore
- Cec Linder – Dr. Keegee
- Bill Greene – George Swine (hotel manager w Bryceton)
- Shirley Douglas – Mrs. Starch (nauczyciel gry na pianinie w Ramsdale)
- Marianne Stone – Vivian Darkbloom
- Marion Mathie – Miss Lebone
- James Dyrenforth – Frederick Beale Sr.
- Maxine Holden – Miss Fromkiss (recepcjonistka w szpitalu)
- John Harrison – Tom